# متحف ستالين في غوري
متحف ستالين في غوري(بالجورجية:იოსებ სტალინის სახელმწიფო მუზეუმი) هو متحف في جورجيا مكرس للزعيم السوفيتي جوزيف ستالين الذي ولد في غوري المتحف يحتوي على متعلقات من الحقبة الستالينية وفي اثناء الحرب الروسية الجورجية عام 2008 صرح وزير الثقافة الجورجي عن نية الحكومة ازالة المتحف لارتباطة بتاريخ روسيا الا ان الحكومة الجورجية تراجعت عن قرارها عام 2012

## تنظيم المتحف
المتحف مكون من ثلاث اقسام كلها تقع وسط مدينة غوري، وقد افتتاح المتحف رسمياً عام 1957 ومع سقوط الاتحاد السوفيتي قامت حركة الاستقلال الجورجية باغلاق المتحف لكن تم افتتاحة من جديد ويعد معلم مهم لجذب السياح

## بيت ستالين
هو الكوخ الخشبي الذي ولد فية ستالين عام 1879 وأمضى فية سنواته الأربع الأولى. الكوخ مكون من قسمين قام والد ستالين بـ استئجار إحدى غرفة وقام بتحويل القبو إلى ورشة

## متحف ستالين
اما متحف ستالين فهو قصر كبير مبني على النمط الستاليني تم افتتاحة عام 1951 وكان في البداية متحف للتاريخ المحلي لكن تم تحويلة إلى متحف عن حياة ستالين عام 1957 , يقسم المتحف إلى ستة اقسام يحتوي كل قسم على متعلقات ستالين مثل امتعتة الشخصية واثاثة المكتبي والهدايا التي قدمت لة على مر السنين والعديد من الوثائق والصور واللوحات والمقالات المنشورة في الصحف عن ستالين كما يمتلك المتحف 12 نسخة من قناع الموت والذي أخذ لستالين بعد فترة وجيزة من وفاتة

## مقصورة القطار
في إحدى جوانب المتحف توجد القاطرة الحديدية التي استخدمها ستالين خلال الحرب العالمية الثانية وتنقل فيها إلى مؤتمر طهران ومؤتمر بداتسدم ومؤتمر يالطا وهي قاطرة مطلية باللون الاخضر وتزن 85 طناً وقد استعادها المتحف في عام 1985

## معرض الصور

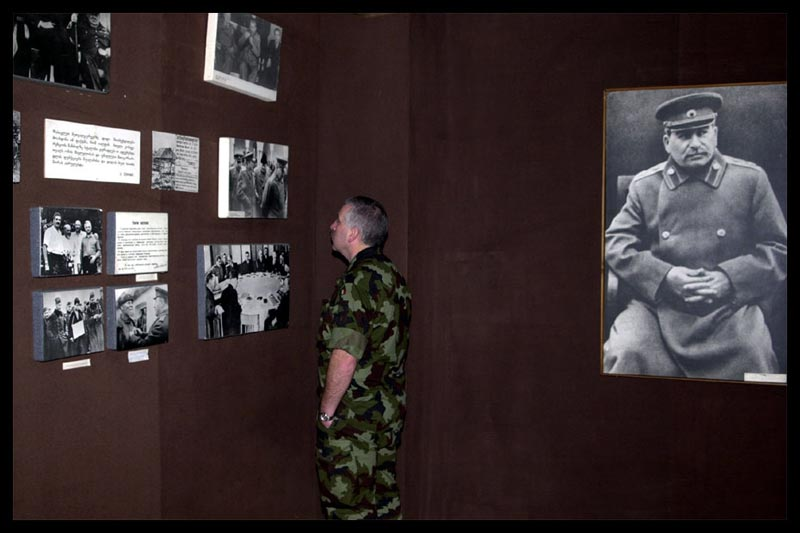
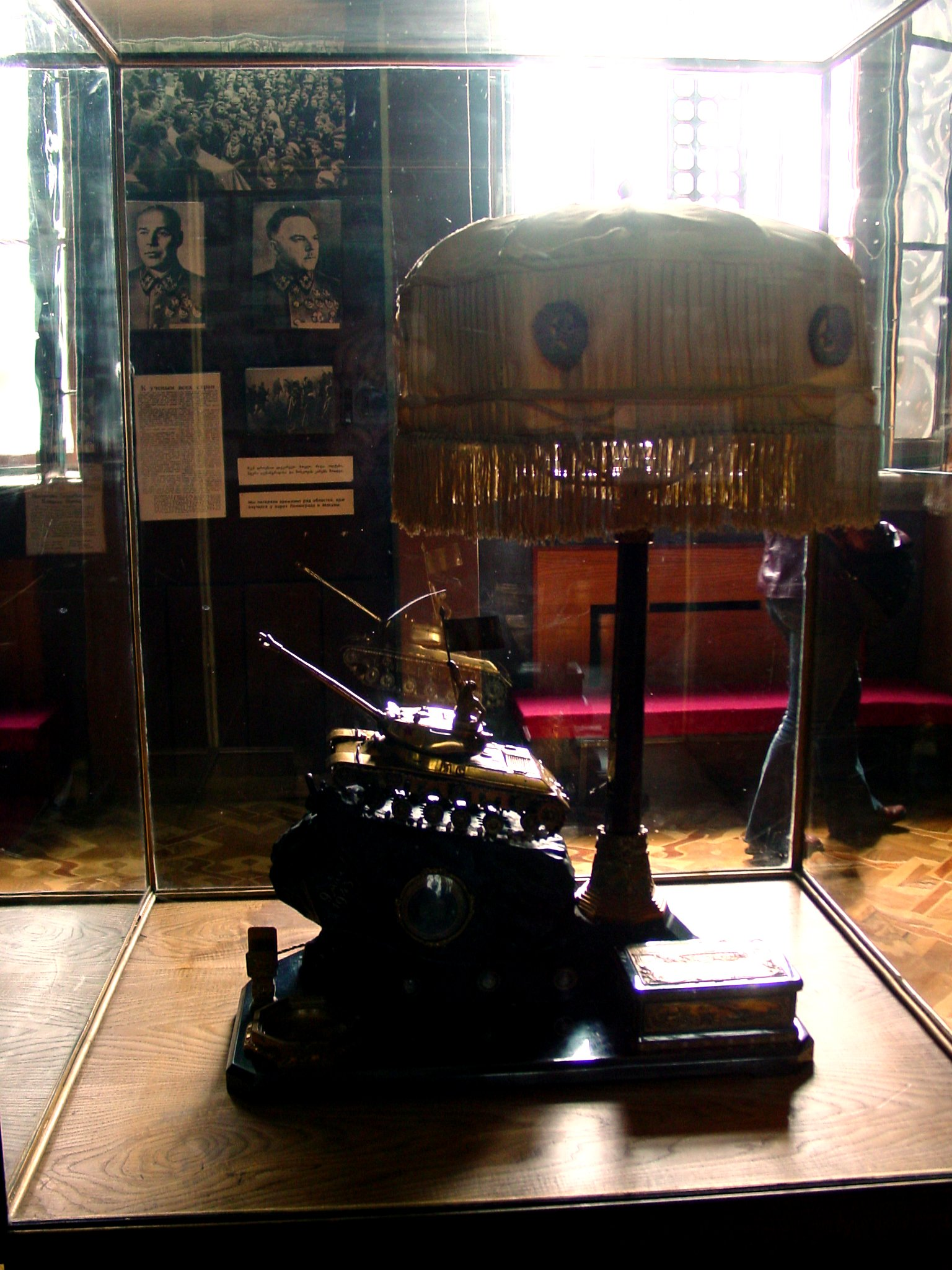
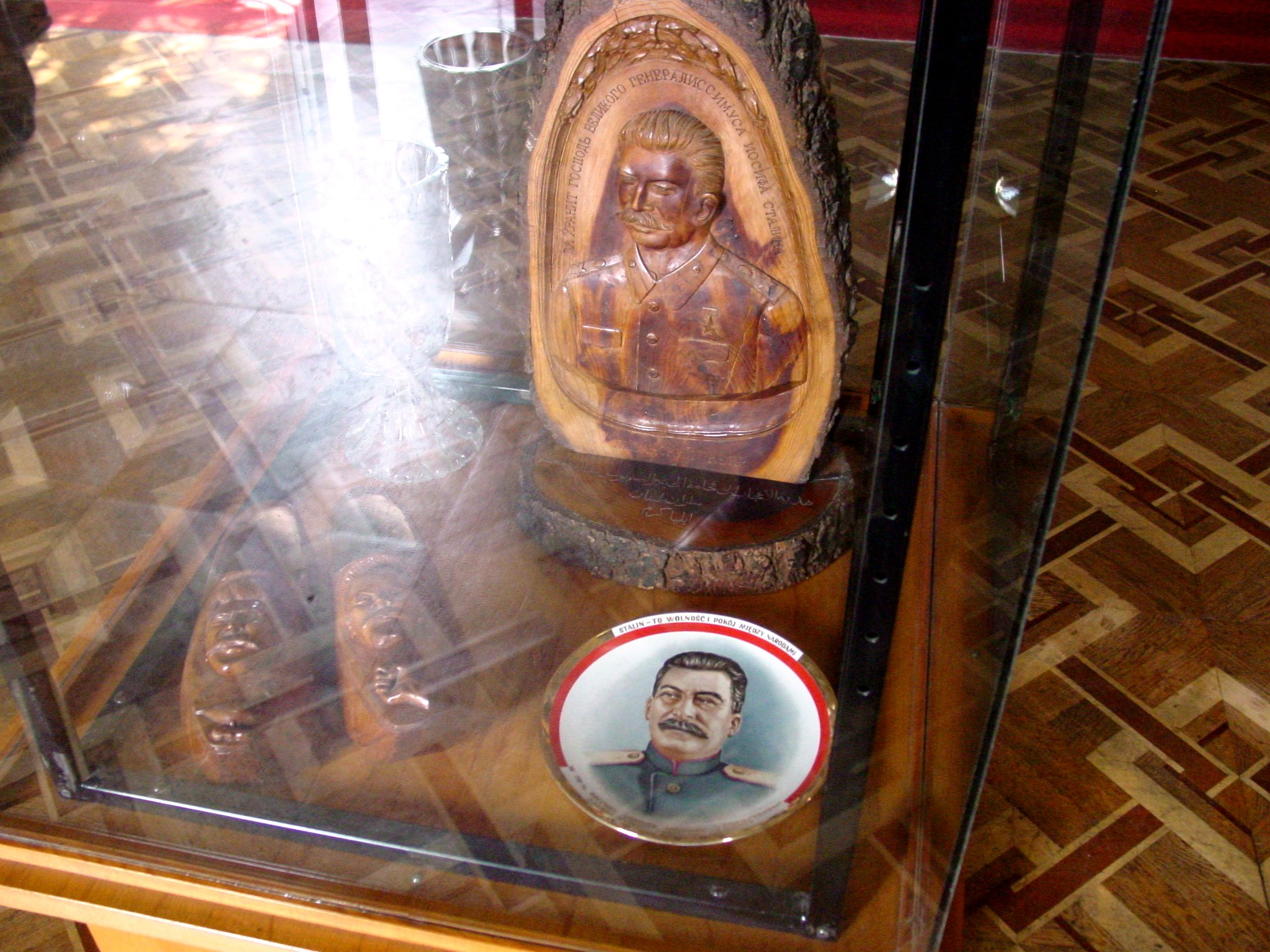
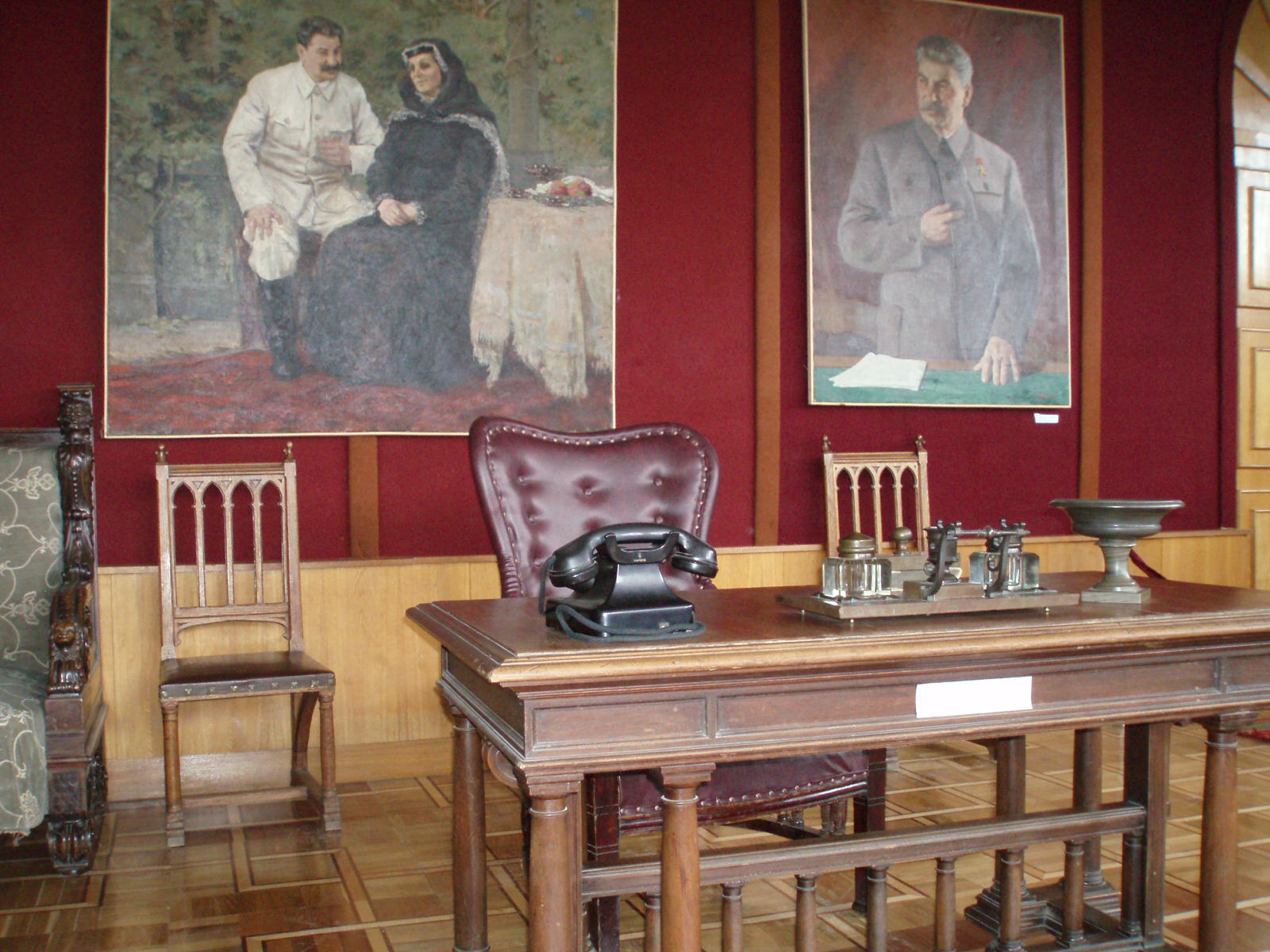
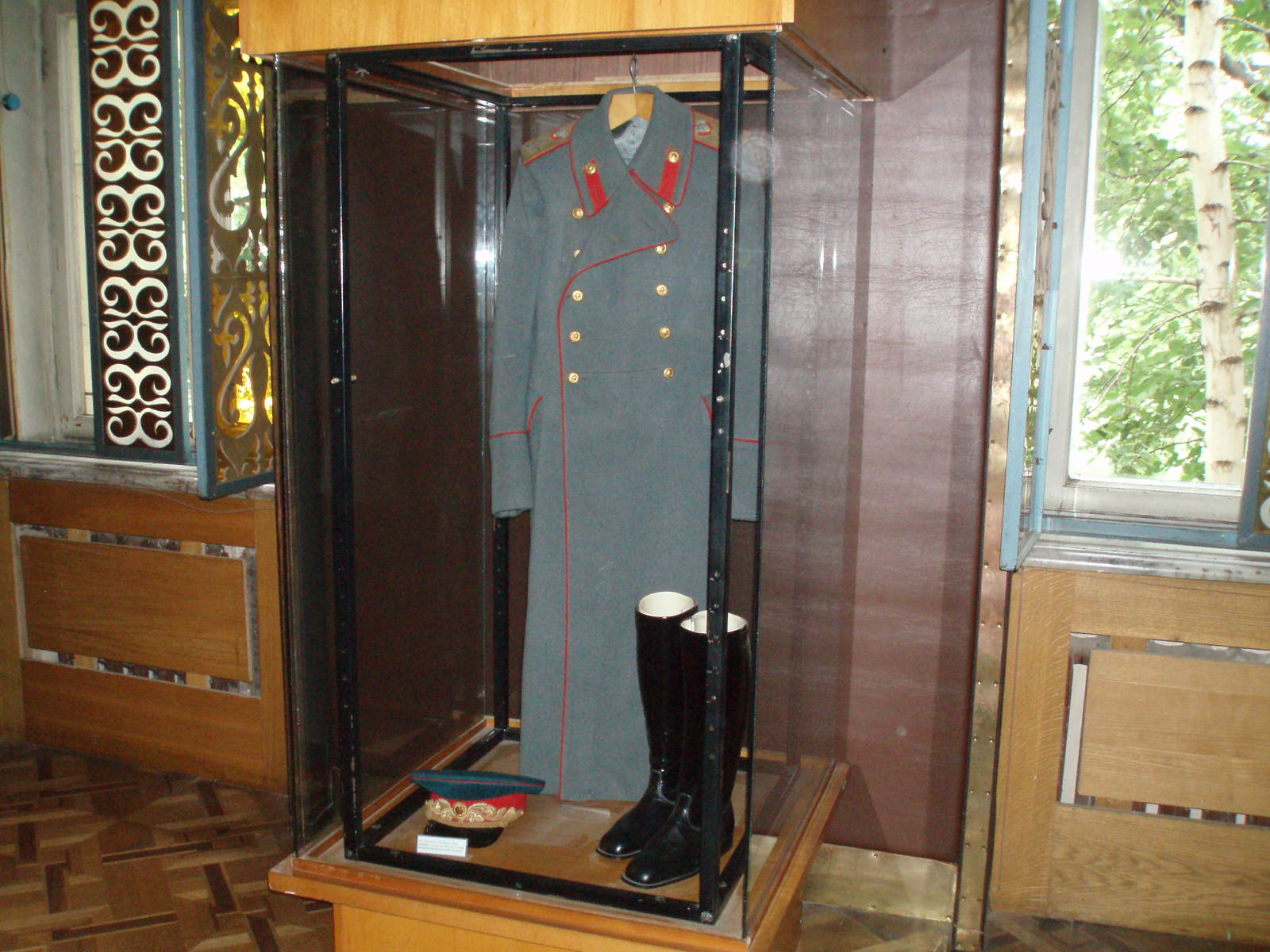

صور مختلفة لمتحف ستالين